# Rose Bowl 2019
Match précédent Match suivant
Le Rose Bowl 2019 est un match de football américain de niveau universitaire joué après la saison régulière de 2018, le 1er janvier 2019 au Rose Bowl de Pasadena dans l'État de Californie aux États-Unis.
Il s'agit de la 105e édition du Rose Bowl.
Le match met en présence l'équipe des Huskies de Washington issue de la Pacific-12 Conference et l'équipe des Buckeyes d'Ohio State issue de la Big Ten Conference.
Il débute à 14 heures, heure locale et est retransmis à la télévision par ESPN. Sponsorisé par la société Northwestern Mutual (en), le match est officiellement dénommé le Rose Bowl Game 2019 presented by Northwestern Mutual.
Ohio State gagne le match sur le score de 28 à 23.

## Présentation du match
| Équipes                                                                                            | Conférences | Entraîneurs         | Stats. saison rég. | Classements avant le bowl CFP-AP-Coaches |
| -------------------------------------------------------------------------------------------------- | ----------- | ------------------- | ------------------ | ---------------------------------------- |
| Huskies de Washington                                                                              | Pac-12      | Chris Petersen (en) | 10 - 3             | no 9 - no 9 - no 9                       |
| Buckeyes d'Ohio State                                                                              | Big Ten     | Urban Meyer         | 12 - 1             | no 6 - no 5 - no 5                       |
| Arbitre : John McDaid (SEC) Équipe donnée favorite par les bookmakers : Ohio State par 6.5 points. |             |                     |                    |                                          |

C'est la première fois que ces deux équipes se rencontrent lors d’un bowl et la 12e rencontre de leur histoire, Ohio State ayant reporté huit matchs pour 3 à Washington.

### Huskies de Washington
Avec un bilan global en saison régulière de 10 victoires et 3 défaites (7-2 en matchs de conférence), Washington est éligible et accepte l'invitation pour participer au Rose Bowl 2018.
Ils terminent 1er de la North Division de la Pacific-12 Conference.
À l'issue de la saison 2018 (bowl non compris), ils seront classés #9 aux classements CFP, AP et Coaches.
À l'issue de la saison 2018 (bowl compris), ils seront classés #13 aux classements AP et Coaches, le classement CFP n'étant pas republié après les bowls.
Il s'agit de leur 15e participation au Rose Bowl avec comme statistique, 7 victoires, 6 défaites et 1 nul.

### Buckeyes d'Ohio State
Avec un bilan global en saison régulière de 12 victoires et 1 défaites (8-1 en matchs de conférence), Ohio State est éligible et accepte l'invitation pour participer au Rose Bowl 2018.
Ils terminent 1er de la East Division de la Big Ten Conference.
À l'issue de la saison 2018 (bowl non compris), ils seront classés #6 au classement CFP et #5 aux classements AP et Coaches.
À l'issue de la saison 2018 (bowl compris), ils seront classés #3 au classement AP et Coaches.
Il s'agit de leur 15e participation au Rose Bowl avec comme statistiques 7 victoires et 7 défaites.
Le match sera le dernier dirigé par Urban Meyer, celui-ci ayant annoncé le 4 décembre 2018 qu'il prendra sa retraite en fin de saison.

## Résumé du match
Résumé et photo sur la page du site francophone The Blue Pennant
Début du match à 14 h 12, fin à 17 h 41 pour une durée totale de jeu de 3 h 29 min.
Températures de 16 °C, vent de nord de 13 km/h, ciel ensoleillé.
| QT          | Temps       | Drive       | Drive       | Drive       | Équipe      | Description de l'action | Score | Score |
| QT          | Temps       | Jeux        | Yards       | TDP         | Équipe      | Description de l'action | WASH  | OHIO  |
| ----------- | ----------- | ----------- | ----------- | ----------- | ----------- | --- | ----- | ----- |
| 1           | 09:04       | 11          | 77          | 02:45       | OHIO        | TD de 12 yards par Parris Campbell à la suite d'une réception de passe de QB Dwayne Haskins + 2 points de conversion par K Blake Haubeil kick | 0     | 7     |
| 1           | 01:19       | 11          | 55          | 04:57       | WASH        | FG de 38 yards par K Peyton Henry | 3     | 7     |
| 2           | 12:23       | 10          | 75          | 03:56       | OHIO        | TD de 19 yards par Johnnie Dixon à la suite d'une réception de passe de QB Dwayne Haskins + 1 point de conversion par K Blake Haubeil         | 3     | 14    |
| 2           | 00:14       | 5           | 57          | 00:46       | OHIO        | TD de 1 yard par Rashod Berry à la suite d'une réception de passe de QB Dwayne Haskins + 1 point de conversion par K Blake Haubeil            | 3     | 21    |
| 3           | 08:23       | 7           | 80          | 02:02       | OHIO        | TD à la suite d'une course de 3 yards par J. K. Dobbins + 1 point de conversion par K Blake Haubeil                                           | 3     | 28    |
| 4           | 12:17       | 10          | 66          | 04:38       | WASH        | TD de 2 yards par Drew Sample à la suite d'une réception de passe de QB Myles Gaskin + 1 point de conversion par K Peyton Henry               | 10    | 28    |
| 4           | 06:42       | 5           | 66          | 01:30       | WASH        | TD à la suite d'une course de 1 yard par Myles Gaskin + 1 point de conversion par K Peyton Henry                                              | 17    | 28    |
| 4           | 00:42       | 10          | 71          | 02:08       | WASH        | TD à la suite d'une course de 2 yards par Myles Gaskin mais la tentative de conversion à deux points par la passe échoue                      | 23    | 28    |
| Score final | Score final | Score final | Score final | Score final | Score final | Score final | 23    | 28    |

## Statistiques
| Système | Nom            | Équipe     | Poste |
| ------- | -------------- | ---------- | ----- |
| Attaque | Dwayne Haskins | Ohio State | QB    |
| Défense | Brendon White  | Ohio State | S     |

| Statistiques                           | WASH                                                  | OHIO                                                  |
| -------------------------------------- | ----------------------------------------------------- | ----------------------------------------------------- |
| 1er down                               | 27                                                    | 22                                                    |
| 1er down à la course                   | 10                                                    | 7                                                     |
| 1er down à la passe                    | 14                                                    | 14                                                    |
| 1er down suite pénalité                | 3                                                     | 1                                                     |
| Conversion de 3e down                  | 9/30                                                  | 3/13                                                  |
| Conversion de 4e down                  | 1/3                                                   | 1/1                                                   |
| Jeux–yards                             | 91 jeux pour 444 yards                                | 69 jeux pour 364 yards                                |
| Yards à la course                      | 36 courses pour 129 yards moyenne de 3,6 yards/course | 32 courses pour 113 yards moyenne de 3,5 yards/course |
| Yards à la passe                       | 315                                                   | 251                                                   |
| Passes : Réussies-Tentées-Interceptées | 36/55 passes complétées, 0 interception               | 25/37 passes complétées, 0 interception               |
| Réussite en zone rouge/chances         | 3/3                                                   | 4/4                                                   |
| TD                                     | 2                                                     | 4                                                     |
| Field Goals                            | 1/1                                                   | 0/0                                                   |
| Sacks (Nombre-Yards)                   | 3 pour 16 yards adverses perdus                       | 2 pour 13 yards adverses perdus                       |
| Fumbles (Nombre/Perdus)                | 0/0                                                   | 0/0                                                   |
| Pénalités (Nombre/Yards perdus)        | 6 pour 46 yards perdus                                | 9 pour 53 yards perdus                                |
| Temps de possession                    | 35:02                                                 | 24:58                                                 |

| Quarterbacks        | Quarterbacks    | Quarterbacks                                                             |
| ------------------- | --------------- | ------------------------------------------------------------------------ |
| WASH                | Jake Browning   | 35/54 passes complétées, 313 yards, 0 interception, TD, 2 sacks subis    |
| OHIO                | Dwayne Haskins  | 25/37 passes complétées, 251 yards, 0 interception, 3 TDs, 3 sacks subis |
| Meilleurs coureurs  |                 |                                                                          |
| WASH                | Myles Gaskin    | 24 courses pour 121 yards nets gagnés, 2 TDs, moyenne de 5 yards/course  |
| OHIO                | Mike Weber      | 15 courses pour 96 yards nets gagnés, 0 TD, moyenne de 6,4 yards/course  |
| Meilleurs receveurs |                 |                                                                          |
| WASH                | Andre Baccellia | 12 réceptions pour 109 yards gagnés, 0 TD                                |
| OHIO                | Parris Campbell | 11 réceptions pour 71 yards gagnés, 1 TD                                 |
| Meilleurs tacklers  |                 |                                                                          |
| WASH                | Burr-Kirven Ben | 11 tacles dont 9 en solo, 1 sack, 1½ touché pour perte                   |
| OHIO                | Fuller Jordan   | 9 tacles dont 8 en solo                                                  |